# Ignitis

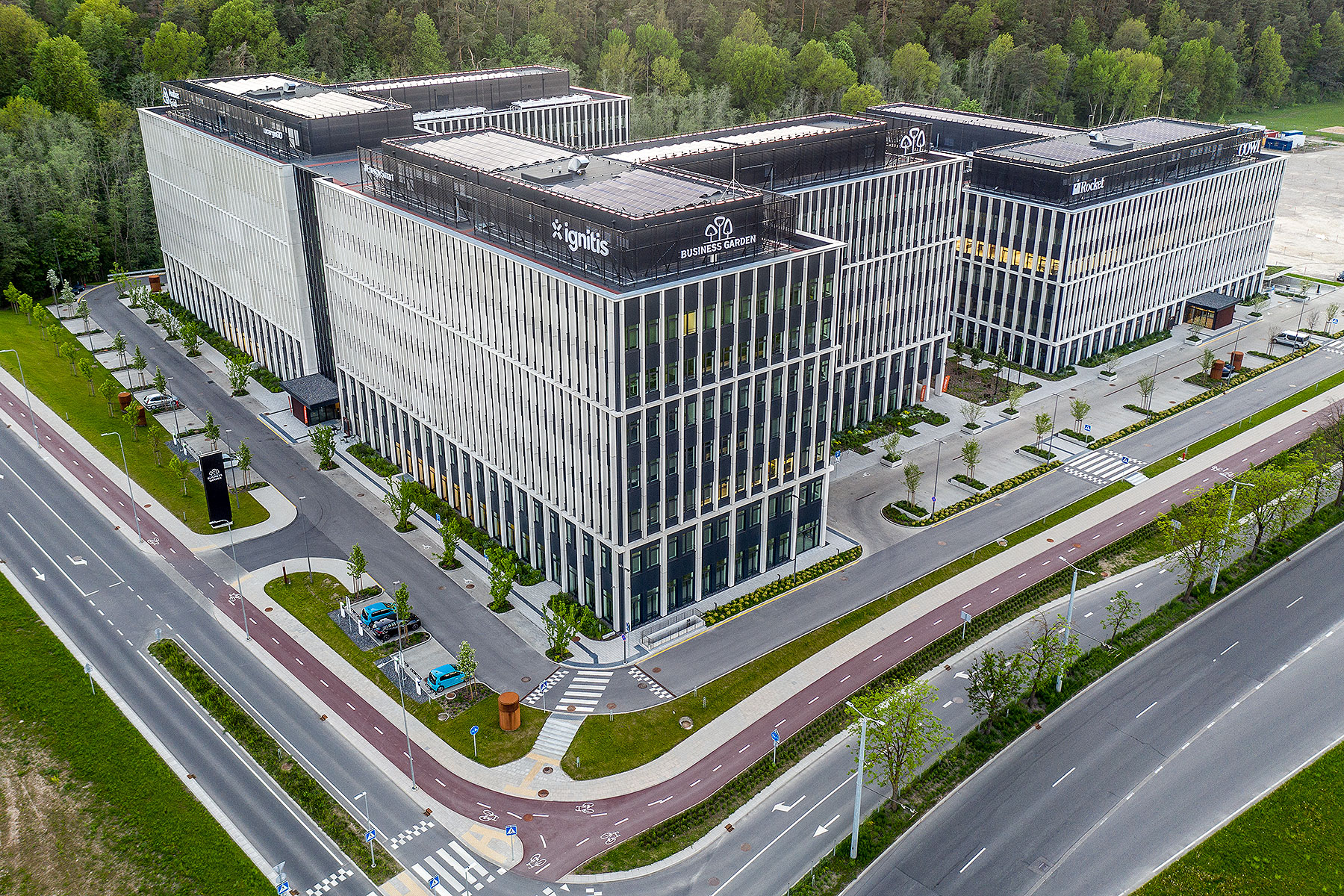
Siedziba Ignitis w Wilnie

Ignitis (Ignitis grupė AB; wcześniej: Lietuvos Energija UAB) — koncern energetyczny z siedzibą w Wilnie, specjalizujący się w produkcji i dystrybucji energii ze źródeł odnawialnych, działający w Litwie, Łotwie, Estonii, Finlandii i Polsce.

## Historia Ignitis
Państwowe przedsiębiorstwo Lietuvos Energija zostało utworzone po ogłoszeniu przez Litwę niepodległości w celu integracji litewskich zakładów energetycznych i ciepłowniczych (z wyjątkiem elektrowni jądrowej w Ignalinie). W kolejnych latach przedsiębiorstwo zostało przekształcone w spółkę akcyjną i częściowo sprywatyzowane.
W 2019 spółka zmieniła nazwę na Ignitis. Od 2020 jej akcje są notowane na giełdach papierów wartościowych w Wilnie i Londynie. Emisja akcji o wartości 450 mln euro była największym debiutem giełdowym w krajach bałtyckich. Rząd litewski pozostaje większościowych akcjonariuszem posiadającym 73 proc. akcji.
Obecnie Ignitis jest jednym z największych koncernów multienergetycznych w regionie Morza Bałtyckiego. Grupa wytwarza energię pochodzącą z farm wiatrowych, instalacji fotowoltaicznych oraz elektrowni wodnej i szczytowo-pompowej. W 2024 łączna moc zainstalowana grupy wyniosła 1,4 GW, a do 2027 ma zostać zwiększona do poziomu 2,4 – 2,6 GW. W 2030 Ignitis planuje osiągnąć poziom 4 – 5 GW zielonych mocy wytwórczych.

## Ignitis w Polsce
Grupa jest w Polsce reprezentowana przez dwie spółki. Ignitis Polska istnieje od 2017; początkowo swoją działalność koncentrowała na hurtowym rynku energii, a od 2020 jest również obecna na rynku detalicznym w segmencie biznesowym. Z kolei spółka Ignitis Renewables rozpoczęła działalność w Polsce w 2019. Obecnie zarządza dwiema farmami wiatrowymi – Pomerania o mocy 88 MW oraz Silesia I o mocy 50 MW. Na etapie zaawansowanego rozwoju jest projekt Silesia II o mocy 137 MW. Spółka rozwija także portfel elektrowni słonecznych o mocy 30 MW. Prezesem obu spółek jest Maciej Kowalski.